# Atomopteryx erschoffiana
Atomopteryx erschoffiana là một loài bướm đêm trong họ Crambidae.